# Subida Internacional al Fito

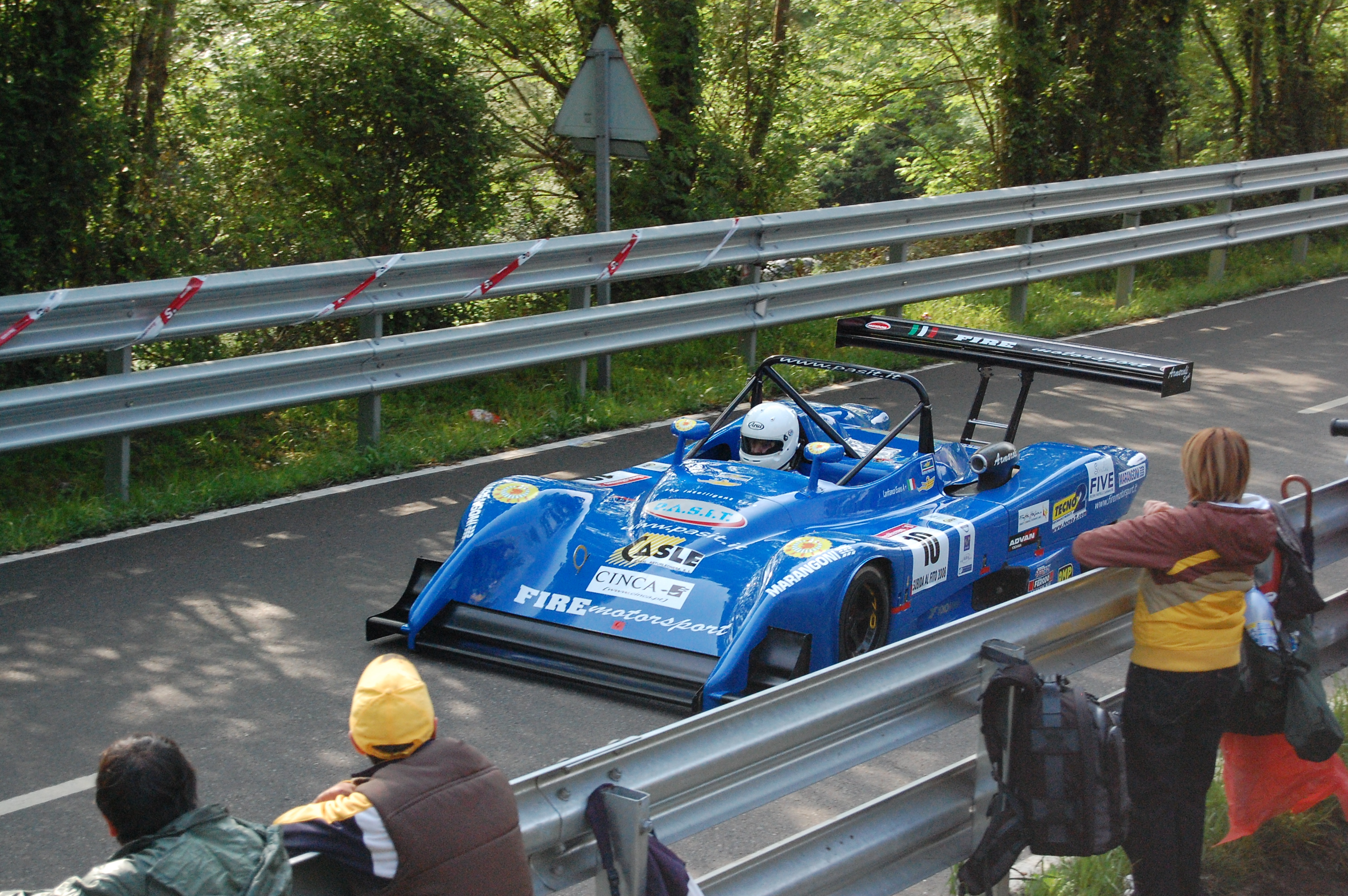
Subida al Fito 2008.

La Subida Internacional al Fito o simplemente Subida al Fito, es una competición de montaña que se celebra anualmente desde 1970 en la subida al monte del Fito, ubicado en Asturias, España. Es puntuable para el Campeonato de Europa de Montaña y el Campeonato de España de Montaña.
En sus dos vertientes (norte y sur) se celebran las dos pruebas de automovilismo de montaña:
- Cara sur: la Subida al Fito, puntuable para el Campeonato de Europa de Montaña.
- Cara norte: la Subida al Sueve, puntuable para el Campeonato de Asturias de Montaña.

## Palmarés
| Año  | Edición                             | Piloto               | Automóvil                  |
| ---- | ----------------------------------- | -------------------- | -------------------------- |
| 1971 | I Subida de Velocidad al Fito Norte | José Manuel Lencina  | BMW 2002 Ti                |
| 1972 | II Subida al Fito Norte             | Juan Fernández       | Porsche 908 3 A            |
| 1973 | III Subida al Fito                  | Alfredo Turchetto    | Lancia Flavia              |
| 1974 | IV Subida al Fito Norte             | Miguel Brunells      | Selex F-1800               |
| 1975 | V Subida al Fito Sur                | Juan Fernández       | Osella BMW                 |
| 1977 | VI Subida al Fito                   | Bernardino Hevia     | Martini F-1800             |
| 1978 | VII Subida al Fito                  | Juan Fernández       | Lola BMW                   |
| 1979 | VIII Subida al Fito                 | Juan Fernández       | Lola BMW                   |
| 1980 | IX Subida al Fito                   | "Jean Claude"        | Lola BMW                   |
| 1981 | X Subida al Fito                    | Carlos Arenzana      | Lola BMW                   |
| 1982 | XI Subida al Fito                   | Carlos Arenzana      | Lola BMW                   |
| 1983 | XII Subida al Fito                  | Pedro Mª Román       | Lola BMW                   |
| 1984 | XIII Subida al Fito                 | Andrés Vilariño      | Lola Peñascal              |
| 1985 | XIV Subida al Fito                  | Paulino Díaz         | Talbot Rallye              |
| 1986 | XV Subida al Fito                   | Joan Vinyes          | Lola BMW                   |
| 1987 | XVI Subida al Fito                  | Francisco Egozcue    | Lola BMW                   |
| 1988 | XVII Subida al Fito                 | Joan Vinyes          | Lola BMW                   |
| 1989 | XVIII Subida al Fito                | Francisco Egozcue    | Osella BMW                 |
| 1990 | XIX Subida al Fito                  | Luis Martínez        | Lola BMW                   |
| 1991 | XX Subida Internacional al Fito     | Aitor Zabaleta       | Lola BMW                   |
| 1992 | XXI Subida Internacional al Fito    | Aitor Zabaleta       | Lola BMW                   |
| 1993 | XXII Subida Internacional al Fito   | Joan Vinyes          | Osella BMW                 |
| 1994 | XXIII Subida Internacional al Fito  | Joan Vinyes          | Osella BMW                 |
| 1995 | XXIV Subida Internacional al Fito   | Fabio Danti          | Luchini                    |
| 1996 | XXV Subida Internacional al Fito    | Andrés Vilariño      | Norma BMW                  |
| 1997 | XXVI Subida Internacional al Fito   | Aitor Zabaleta       | Lola CEPSA                 |
| 1998 | XXVII Subida Internacional al Fito  | Andrés Vilariño      | Osella PA 20               |
| 1999 | XXIII Subida Internacional al Fito  | Andrés Vilariño      | Osella PA 20               |
| 2000 | XXIX Subida Internacional al Fito   | Andrés Vilariño      | Osella PA 20/S             |
| 2001 | XXX Subida Internacional al Fito    | Andrés Vilariño      | Osella PA 20/S             |
| 2002 | XXXI Subida Internacional al Fito   | Franz Tschager       | Osella PA 20/6             |
| 2003 | XXXII Subida Internacional al Fito  | Andrés Vilariño      | Formula Reynard F3         |
| 2004 | XXXIII Subida Internacional al Fito | Lionel Regal         | Reynard F3000              |
| 2005 | XXXIV Subida Internacional al Fito  | Ander Vilariño       | Reynard F3000              |
| 2006 | XXXV Subida Internacional al Fito   | Íñigo Martínez       | Reynard 93D                |
| 2007 | XXXVI Subida Internacional al Fito  | Ander Vilariño       | Reynard F3000              |
| 2008 | XXXVII Subida Internacional al Fito | José Antonio Fombona | Audi A4 ST                 |
| 2009 | XXXIII Subida Internacional al Fito | Simone Faggioli      | FA 39                      |
| 2010 | XXXIX Subida Internacional al Fito  | Fausto Bormolini     | Reynard K 02               |
| 2011 | XL Subida Internacional al Fito     | Demuth Guy           | Osella FA30                |
| 2012 | XLI Subida Internacional al Fito    | Simone Faggioli      | Osella FA 30               |
| 2013 | XLII Subida Internacional al Fito   | Simone Faggioli      | Osella FA30 Zytek Armaroli |
| 2014 | XLIII Subida Internacional al Fito  | Simone Faggioli      | Osella FA30                |
| 2015 | XLIV Subida Internacional al Fito   | Simone Faggioli      | Osella FA30                |
| 2016 | XLV Subida Internacional al Fito    | Simone Faggioli      | Norma M20 FC               |
| 2017 | XLVI Subida Internacional al Fito   | Christian Merli      | Osella FA30                |
| 2018 | XLVII Subida Internacional al Fito  | Simone Faggioli      | Norma M20 FC               |
| 2019 | XLVIII Subida Internacional al Fito | Christian Merli      | Osella FA30                |
| 2021 | XLIX Subida Internacional al Fito   | Christian Merli      | Osella FA30                |
| 2022 | L Subida Internacional al Fito      | Christian Merli      | Osella FA30                |
| 2023 | LI Subida Internacional al Fito     | Christian Merli      | Osella FA30                |
| 2024 | LII Subida Internacional al Fito    | Geoffrey Schatz      | Nova NP01                  |
| 2025 | LIII Subida Internacional al Fito   | Joseba Iraola        | Nova NP01                  |